# La Ventana (Baja California Sur)
La Ventana o Punta Arena de la Ventana es un pequeño pueblo de pescadores en la costa de la Bahía de La Ventana al sur de La Paz en el lado este de la península de Baja California en el estado mexicano de Baja California Sur. El pueblo fue fundado a principios de la década de 1940 por un buceador de perlas de La Paz, llamado Salomé León. Cuando el buceo de perlas dejó de ser rentable, Salomé llevó a su familia a las montañas desde La Paz hasta Bahía de La Ventana para fundar el pueblo. Muchos de sus descendientes continúan viviendo, pescando y trabajando en el pueblo.

## Historia
El área fue habitada por primera vez por cazadores-recolectores neolíticos hace al menos 10,000 años que dejaron rastros de su existencia en forma de pinturas rupestres cerca de la ciudad y en toda la Península de Baja California. Hernán Cortés navegó hacia Bahía de La Paz el 3 de mayo de 1535. Intentó iniciar una colonia, pero abandonó sus esfuerzos después de varios años debido a problemas logísticos. Sebastián Vizcaíno llegó en 1596 como parte de una expedición de pesca de perlas en la costa occidental del Golfo de California. Navegó hacia La Paz después de que los intentos de pacificar el área fueran rechazados. El primer asentamiento permanente en Baja California no se formó hasta 1695 más al norte en el pueblo de Loreto.

## Toponimia
La Ventana recibe su nombre de la 'ventana' al Golfo de California entre la cercana Isla Cerralvo (también conocida como Isla Jacques Costeau), y Punta Arena, que contrasta con la cerrada bahía de La Paz, desde donde se trasladaron los primeros habitantes.

## Clima
La Bahía de la Ventana es bien conocida por los constantes vientos del norte que soplan de noviembre a abril, y se considera un gran destino de kitesurf para todos los ciclistas. La condición de la bahía y el viento es excelente para los practicantes de foilboarders y una laguna llamada lago Choco ofrece excelentes aguas planas y características para los ciclistas de wakepark. destinos de kitesurf. El ha sido apodado como 'Hood River South' por los turistas que practican kitesurf en La Ventana en el invierno y en Hood River, Oregon en el verano. Como tal, muchos, si no la mayoría de los turistas en La Ventana, provienen de la región del Pacífico Noroeste, también llamada Cascadia.

## Otras actividades
Durante los meses de verano,  el pueblo de La Ventana ofrece buenas oportunidades de pesca y buceo. Además, las siguientes actividades están disponibles durante todo el año:
- Cabalgatas
- Viajes a la isla
- Kayak
- Bicicleta de montaña
- Pesca submarina
- Aguas termales en la playa
- Submarinismo
- Paracaidismo en tándem y aterrizaje en la playa.
- Yoga
- Levantar pesas